# Angela Zachepa
Angela Zachepa-Muluzi (geb. ca. 1983) ist eine Buchhalterin und Politikerin in Malawi. Sie war als Abgeordnete des Wahlkreises Blantyre North East Mitglied im Parlament.

## Karriere
Als Zachepa 2004 mit 21 Jahren ins Parlament gewählt wurde, war sie die jüngste Parlamentarierin, die jemals in Malawi gewählt worden ist und somit das „baby of the house“.
2009 verlor sie ihren Sitz an Cecelia Chanzama. Die Wahl war jedoch umstritten und Zachepa verkündete: „Wir wollen die Wahrheit und Gerechtigkeit“ (“We want the truth and justice”).
Zachepa hat einen Bachelor in Buchhaltung von der Universität von Malawi, Polytechnic.

## Familie
Sie ist verheiratet mit Austin Muluzi, dem Sohn des ehemaligen Präsidenten von Malawi, Bakili Muluzi.